# قوربلتشة
قوربلتشة (بالفارسية: قورپلچه) هي قرية تقع في غلستان في إيران. يقدر عدد سكانها بـ 2,283 نسمة .